# 木花里
木花里（?—?），蒙古帝国大将，唐兀乌密氏（即党项嵬名氏），察罕长子。
木花里为蒙哥大汗的宿卫，跟随攻打钓鱼山（今重庆市合川区），因功授四斡耳朵怯怜口千户。元世祖至元四年（1267年）从阿术攻南宋至江陵，返回至安阳滩，遇到宋兵，都元帅阿术坠马，因木花里苦战得免，以功为蒙古军万户。再攻襄樊有功，于襄樊战死，追封梁国公，谥武毅。

## 传記資料
- 《元史》卷120 列传第七
- 《新元史》卷126 列传第二十三